# 佐世保野球場

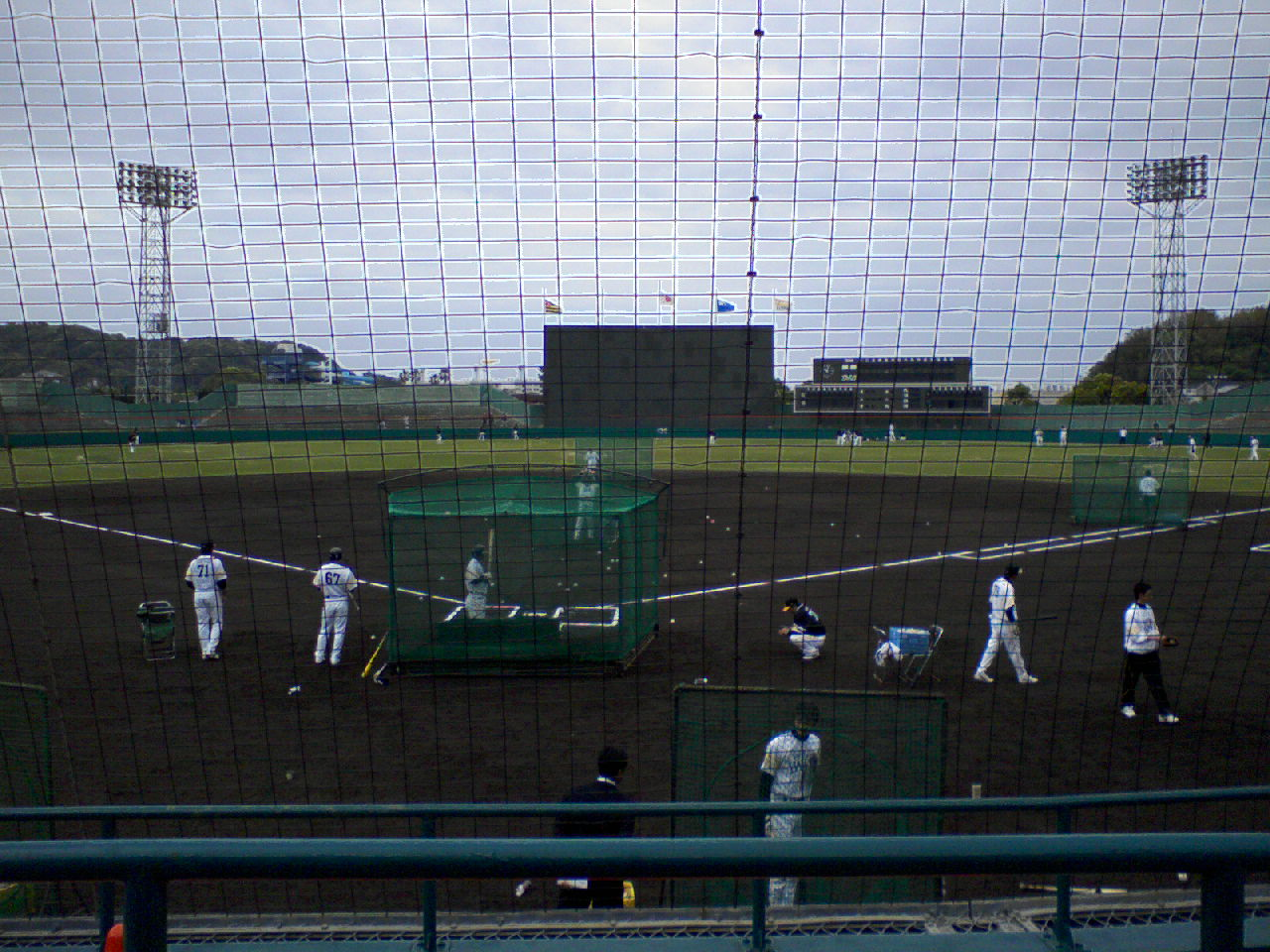
バックネット側より

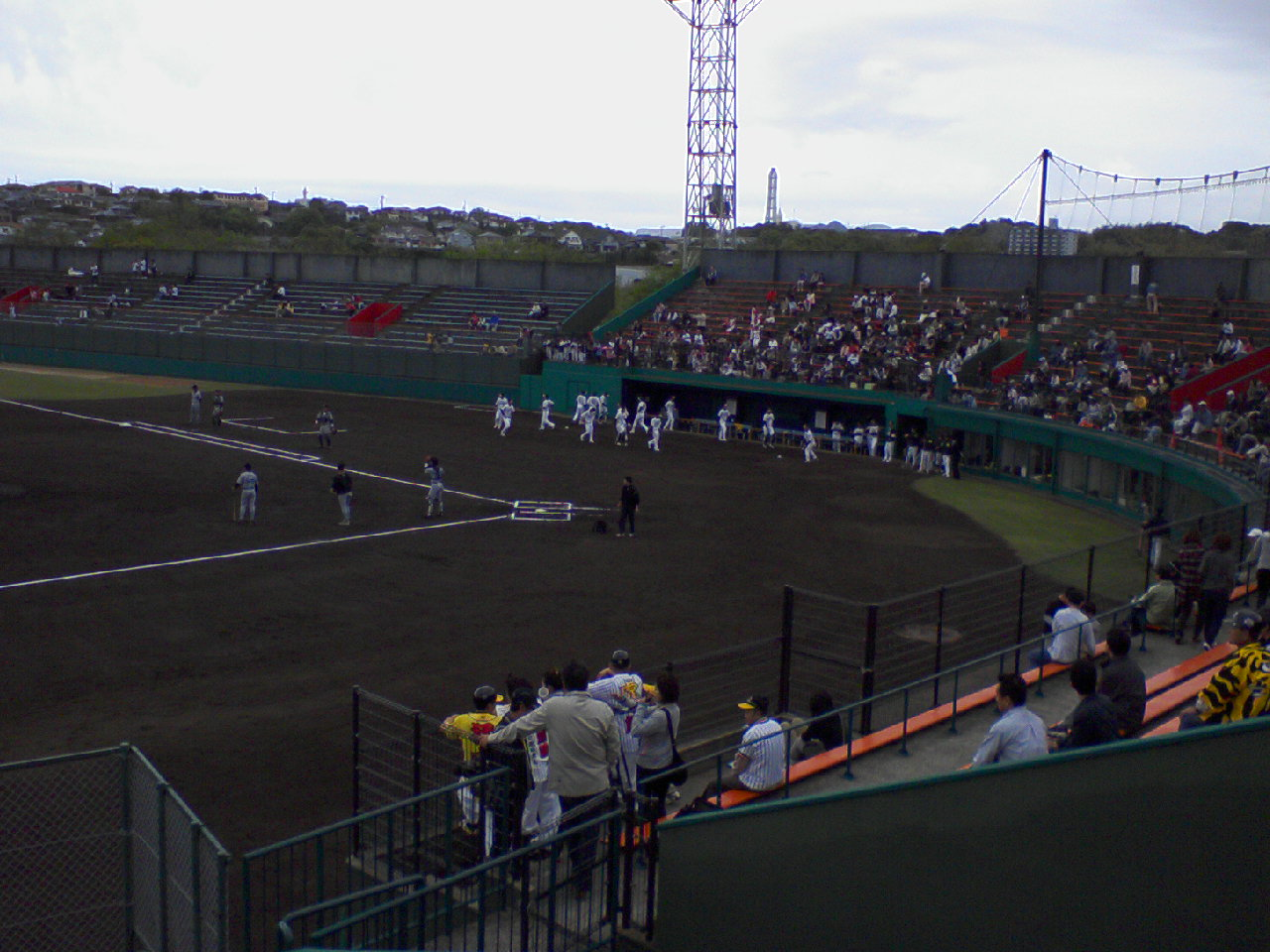
三塁側より

佐世保野球場（させぼやきゅうじょう）は、長崎県佐世保市の佐世保市総合グラウンド内にある野球場。地元では相浦球場（あいのうらきゅうじょう）という通称でも呼ばれる。施設は佐世保市が所有し、佐世保市体育振興会が指定管理者として運営管理を行っている。

## 概要・歴史
1979年3月開場。以来高校野球などアマチュア野球公式戦が行われている。
またプロ野球では開場翌年の1980年から1990年までの間、ヤクルトスワローズが主催公式戦を年1試合、長崎市営大橋球場（現長崎県営野球場立地）との2連戦で開催していた。近年は福岡ソフトバンクホークス主催によるウエスタン・リーグ公式戦が年1試合開催されている。またソフトバンクは毎年オフに野球教室を開催している。
2008年から2010年まで四国・九州アイランドリーグに所属していた長崎セインツは、主催試合の7割以上を当球場で開催し、事実上の本拠地球場であった。
佐世保市は城島健司（元プロ野球選手、福岡ダイエーホークス→阪神タイガース）の出身地で、佐世保野球場とは何かと縁深い。城島は小学5年時、前述のヤクルト戦（対広島東洋カープ）で始球式を務めた経験があり、また中学3年時に行われた野球教室で、後に福岡ダイエー（当時）の監督となる王貞治に指導を受け「身体が大きいし、打撃も良い。将来はジャイアンツに入りなさい」と誉められたことがある。
城島は現役時代、シーズンオフの帰省時には佐世保野球場周辺で自主トレーニングを行うことがあった。また毎年秋には自身が主催し、小中学生のチームを対象とした「城島健司旗争奪軟式野球大会」を開催している。なお、城島の家族らが運営していた城島健司ベースボール記念館は、佐世保野球場から程近いところに位置している。
2011年4月1日に公益財団法人佐世保体育協会から施設を寄付され、総合グラウンド野球場に名称変更した。

## プロ野球公式戦開催実績

### 公式戦
- 1980年5月24日 ヤクルトスワローズ 1-0 中日ドラゴンズ 観衆:14,000人
- 1982年5月15日 ヤクルトスワローズ 5-7 中日ドラゴンズ 観衆:9,000人
- 1983年5月14日 ヤクルトスワローズ 8-13 広島東洋カープ 観衆:12,000人
- 1984年5月12日 ヤクルトスワローズ 2-2 広島東洋カープ 観衆:12,000人
- 1985年5月18日 ヤクルトスワローズ 2-4 横浜大洋ホエールズ 観衆:10,000人
- 1986年5月11日 ヤクルトスワローズ 3-5 阪神タイガース 観衆:13,000人
- 1987年5月9日 ヤクルトスワローズ 3-4 広島東洋カープ 観衆:13,000人
- 1988年5月14日 ヤクルトスワローズ 3-3 横浜大洋ホエールズ 観衆:11,000人
- 1989年5月13日 ヤクルトスワローズ 7-7 広島東洋カープ 観衆:12,000人
- 1990年5月12日 ヤクルトスワローズ 3-0 阪神タイガース 観衆:12,000人

### オープン戦
- 1986年3月8日 横浜大洋ホエールズ 5-3 阪神タイガース

## 施設概要
- グラウンド面積：12,656m2
- 両翼：93m、中堅：120m
- 内野：クレー舗装、外野：天然芝
- 照明設備：照明塔-4基（内野500ルクス、外野300ルクス　プロ野球には未使用=照度がプロ基準に満たないため）
- スコアボード：発光ダイオード(LED)方式[3]
- 収容人員：12,000人

## 交通
- 松浦鉄道西九州線・大学駅より徒歩約10分
- 西肥バス（させぼバスも含む）「総合グランド前」下車